# Pallavolo ai XVII Giochi del Mediterraneo - Convocazioni al torneo femminile
Elenco delle giocatrici convocate per i XVII Giochi del Mediterraneo.

## Croazia
| N° | Nome             | Ruolo | Data di nascita  | Squadra       |
| -- | ---------------- | ----- | ---------------- | ------------- |
| -  | Igor Lovrinov    | All   | 21 luglio 1963   | HAOK Rijeka   |
| 1  | Martina Malević  | L     | 7 dicembre 1990  | -             |
| 3  | Katarina Pilepić | S/O   | 14 luglio 1994   | HAOK Rijeka   |
| 4  | Iva Jurišić      | C     | 24 marzo 1994    | HAOK Mladost  |
| 7  | Bernarda Ćutuk   | C     | 22 dicembre 1990 | Potsdam       |
| 8  | Anamarija Miljak | S/O   | 19 aprile 1993   | Vukovar       |
| 9  | Lucija Mlinar    | S     | 6 maggio 1995    | HAOK Mladost  |
| 10 | Laura Miloš      | S     | 20 ottobre 1994  | -             |
| 12 | Mirta Bašelović  | -     | -                | Split         |
| 13 | Samanta Fabris   | S/O   | 8 febbraio 1992  | Chieri Torino |
| 14 | Karla Klarić     | S     | 5 settembre 1994 | Volero Zurigo |
| 15 | Bernarda Brčić   | P     | 12 maggio 1991   | HAOK Rijeka   |
| 18 | Ivona Čačić      | P     | 11 marzo 1994    | -             |

## Francia
| N° | Nome               | Ruolo | Data di nascita   | Squadra           |
| -- | ------------------ | ----- | ----------------- | ----------------- |
| -  | Fabrice Vial       | All   | 18 aprile 1969    | -                 |
| 1  | Myriam Kloster     | C     | 4 agosto 1989     | Venelles          |
| 2  | Astrid Souply      | S     | 21 luglio 1993    | Amiens            |
| 5  | Laura Ong          | L     | 30 aprile 1989    | Venelles          |
| 6  | Clémentine Druenne | S     | 5 dicembre 1993   | UGSÉ Nantes       |
| 7  | Lauriane Truchetet | P     | 7 aprile 1984     | Terville Florange |
| 8  | Leyla Tuifua       | P     | 17 ottobre 1986   | Venelles          |
| 9  | Julie Oliveira     | S/O   | 1º aprile 1995    | Quimper           |
| 10 | Maëva Orlé         | C     | 8 maggio 1991     | Le Cannet         |
| 11 | Marion Gauthier    | C     | 13 febbraio 1993  | UGSÉ Nantes       |
| 12 | Déborah Ortschitt  | L     | 10 giugno 1987    | RC Cannes         |
| 15 | Julie Mollinger    | S     | 27 settembre 1990 | Vandœuvre Nancy   |
| 17 | Élisabeth Fedèle   | S     | 11 gennaio 1994   | Le Cannet         |

## Grecia
| N° | Nome                   | Ruolo | Data di nascita  | Squadra    |
| -- | ---------------------- | ----- | ---------------- | ---------- |
| -  | Ioannis Kalmazidis     | All   | 16 giugno 1968   | -          |
| 2  | Maria Elenī Artakianou | L     | 21 maggio 1994   | -          |
| 5  | Athīna Papafōtiou      | P     | 23 agosto 1989   | AEK Atene  |
| 6  | Elenī Kiosī            | S/O   | 27 febbraio 1985 | -          |
| 7  | Geōrgia Lamprousī      | C     | 27 gennaio 1993  | -          |
| 8  | Izabel Ivanova         | S     | 7 gennaio 1992   | -          |
| 9  | Evangelia Merteki      | S     | 29 aprile 1991   | -          |
| 11 | Panagiōta Diōtī        | S/O   | 13 novembre 1992 | -          |
| 12 | Evaggelia Chantava     | S     | 26 ottobre 1990  | Karşıyaka  |
| 13 | Katerina Giōta         | C     | 3 luglio 1990    | -          |
| 14 | Stylianī Christodoulou | P     | 19 luglio 1991   | Olympiakos |
| 15 | Maria Genitsaridī      | S     | 3 giugno 1994    | -          |
| 18 | Maria Lamprinidou      | C     | 29 giugno 1986   | Quimper    |

## Italia
| N° | Nome                 | Ruolo | Data di nascita  | Squadra             |
| -- | -------------------- | ----- | ---------------- | ------------------- |
| -  | Marco Mencarelli     | All   | 23 febbraio 1963 | -                   |
| 1  | Floriana Bertone     | C     | 19 novembre 1992 | San Casciano        |
| 2  | Cristina Barcellini  | S     | 20 novembre 1986 | Imoco               |
| 3  | Noemi Signorile      | P     | 15 febbraio 1990 | Robursport Pesaro   |
| 6  | Monica De Gennaro    | L     | 8 gennaio 1987   | Robursport Pesaro   |
| 7  | Raphaela Folie       | C     | 7 marzo 1991     | Villa Cortese       |
| 9  | Chiara Di Iulio      | S     | 5 maggio 1985    | Bergamo             |
| 10 | Laura Partenio       | S     | 29 dicembre 1991 | Robur Tiboni Urbino |
| 13 | Valentina Arrighetti | C     | 26 gennaio 1985  | Bergamo             |
| 14 | Valeria Caracuta     | P     | 14 dicembre 1987 | Busto Arsizio       |
| 15 | Alessia Gennari      | S     | 3 novembre 1991  | Chieri Torino       |
| 16 | Lucia Bosetti        | S     | 9 luglio 1989    | River               |
| 17 | Valentina Diouf      | S/O   | 10 gennaio 1993  | Bergamo             |

## Slovenia
| N° | Nome               | Ruolo | Data di nascita   | Squadra             |
| -- | ------------------ | ----- | ----------------- | ------------------- |
| -  | Oleg Gorbachov     | All   | -                 | -                   |
| 2  | Valentina Založnik | -     | -                 | -                   |
| 3  | Mojca Božič        | P     | 30 marzo 1992     | Spodnja Savinjska   |
| 4  | Iza Mlakar         | S/O   | 14 novembre 1995  | Branik              |
| 5  | Angelina Ajnihar   | P     | 15 marzo 1990     | Formis              |
| 6  | Elena Kučej        | C     | 3 dicembre 1994   | Branik              |
| 7  | Urška Igličar      | S     | 17 marzo 1995     | Branik              |
| 9  | Saša Planinšec     | S     | 2 giugno 1995     | Branik              |
| 10 | Sara Valenčič      | S     | 22 agosto 1990    | Dauphines Charleroi |
| 12 | Meta Jerala        | L     | 26 settembre 1991 | -                   |
| 15 | Sara Hutinski      | C     | 20 giugno 1991    | Branik              |
| 16 | Monika Potokar     | S     | 18 settembre 1987 | Hainaut             |
| 17 | Živa Recek         | -     | -                 | -                   |

## Turchia
| N° | Nome               | Ruolo | Data di nascita | Squadra     |
| -- | ------------------ | ----- | --------------- | ----------- |
| -  | Massimo Barbolini  | All   | 29 agosto 1964  | Galatasaray |
| 1  | Güldeniz Önal      | S     | 25 marzo 1986   | VakıfBank   |
| 3  | Gizem Güreşen      | L     | 14 gennaio 1987 | VakıfBank   |
| 5  | Ergül Avcı         | C     | 24 luglio 1987  | VakıfBank   |
| 6  | Polen Uslupehlivan | S/O   | 27 agosto 1990  | VakıfBank   |
| 7  | Seda Tokatlıoğlu   | S/O   | 26 giugno 1986  | Fenerbahçe  |
| 8  | Bahar Toksoy       | C     | 6 febbraio 1988 | VakıfBank   |
| 9  | Özge Kırdar        | P     | 26 giugno 1985  | Eczacıbaşı  |
| 10 | Gözde Kırdar       | S     | 26 giugno 1985  | VakıfBank   |
| 11 | Naz Aydemir        | P     | 14 agosto 1990  | VakıfBank   |
| 12 | Esra Gümüş         | S     | 2 ottobre 1982  | Eczacıbaşı  |
| 16 | Büşra Cansu        | C     | 16 luglio 1990  | Eczacıbaşı  |
| 17 | Neslihan Demir     | S/O   | 9 dicembre 1983 | Eczacıbaşı  |